# Martin Honorius Czechura
Martin Honorius Czechura (9. listopadu 1688 Šťáhlavy – 1726) byl český filosof a teolog.
Vstoupil do cisterciáckého kláštera v Plasích, kde r. 1708 složil řádové sliby. Vystudoval teologii na pražské univerzitě a r. 1715 byl vysvěcen na kněze. Potom se oddal studiu přírodních věd a filosofie. Profesury filosofie na pražské univerzitě dosáhl velmi záhy, již v roce 1718. Je autorem disputace Mare philosophicum.